# 켈틱 우먼
켈틱 우먼(Celtic Woman)은 네 명으로 이루어진 아일랜드의 여성 크로스오버 그룹으로, 이들의 연주 음악은 켈틱 음악에서 현대 음악까지 망라한다. 지금까지 출시한 앨범은 Celtic Woman, A Christmas Celebration, A New Journey, The Greatest Journey, 그리고 Songs From The Heart등이 있고, 통산 6백만장이 넘는 판매고를 올렸다. 주로 팬층이 두터운 미국에서 2005년부터 매년 순회 공연 투어를 실시하고 있다.
아일랜드의 전통적인 켈틱 음악이 전 세계적으로 널리 알려진 것은 엔야와 클라나드같은 걸출한 아티스트, 그리고 아일랜드를 대표하는 댄스 공연으로 세계적인 명성을 얻은 "리버댄스"와 "로드 오브 더 댄스"의 역할이 컸다. 이 때문에 켈틱 우먼은 "노래계의 리버댄스"라고도 불리며, 실제로도 두 공연과 깊은 연관을 지니고 있다. 켈틱 우먼의 음악 감독 데이빗 다운스는 "리버댄스"의 브로드웨이 공연 당시 음악 감독직을 맡았으며, 현 멤버 리사 켈리, 린 힐러리, 머레이드 네즈빗은 "리버댄스"의 투어 일원으로 활동한 경력이 있고, 리사 켈리의 남편이자 현재 켈틱 우먼의 프로듀서인 스콧 포터(Scott Porter)도 "리버댄스"의 댄서 출신이며, 전 멤버 메이브, 디어드라 섀넌은 "로드 오브 더 댄스"의 보컬리스트 출신이다.

## 활동
2004년 9월 15일 아일랜드의 더블린에 위치한 힐릭스 극장에서 만원 관중 앞에서 진행한 공연이 미국 공영방송(PBS)를 통해 방영되었다. 당시 프로듀서인 샤론 브라운(Sharon Browne), Celtic Woman Ltd.의 회장 겸 CEO인 데이브 케바나흐(Dave Kavanagh) 그리고 음악 감독이자 작곡가인 데이빗 다운스(David Downes)에 의해 준비된 이 공연은 원래 일회성 이벤트로 기획되었으나, 폭발적인 인기를 얻자 켈틱 우먼이 계속해서 음악 그룹으로 활동하는 계기가 되었다. 이 첫 공연은 미국에서 2005년 3월에 PBS 방송에 의해 방송되었고, 몇 주만에 첫 번째 데뷔 음반 Celtic Woman이 빌보드 차트의 세계음악 부문에서 1위에 올랐으며, 2006년 7월 22일에는 68주동안 최장기간 1위의 기록을 세우면서 안드레아 보첼리의 기록을 깨고 무려 81주간 동안 그 자리를 지켰다.
힐릭스 극장에서의 라이브 공연은 스튜디오 앨범과 함께 DVD로 발매되었고, 2006년 10월 19일 발매된 두 번째 음반 A Christmas Celebration으로 자신들의 첫 번째 음반을 빌보드 세계음악 부문에서 2위로 밀어내며 1위 자리에 등극시켰다. 이같은 미국에서의 뜨거운 반응에 힘입어 2005년 미국 투어를 시작으로 2006년부터 미국에서 본격적인 활동을 벌이기 시작했고, 2006년, 2007년에는 TV출연 및 프로모션차 일본에 다녀오기도 했다. 하지만 자국에서는 DVD 촬영을 위한 특별 공연을 제외하고 2006년 단 한번의 공연을 가졌다.
세 번째 음반을 준비하는 동안 2006년 8월 23일과 8월 24일에 걸쳐 아일랜드 중동부의 카운티 미드에 있는 슬레인 성에서 "A New Journey" DVD 촬영을 하게 되었는데 이는 2006년 12월 미국 전역에서 PBS TV 스페셜로 방영되었다. 2007년 1월 30일에는 스튜디오 앨범 A New Journey와 공연 실황 DVD가 동시에 발매되었고, 이 음반은 '빌보드 200 차트'에 4위를 기록하는 기염을 토하며 세계 음반 차트에서 이전에 발매된 두 개의 음반을 한 자리씩 아래로 밀어내면서 세 음반이 모두 1~3위를 차지하였다.
2007년에는 88개 도시, 2008년에는 75개 도시를 순회하며 2년간에 걸친 "A New Journey" 투어를 성공리에 끝마쳤다.
2008년 10월 28일에는 베스트 앨범 격인 네 번째 앨범 The Greatest Journey를 출시하였다.
2008년 11월 21일에는 중국 베이징에서 열린 '2008 China Top Ten Benefiting Laureus Sports For Good' 시상식에서 대표곡 "You Raise Me Up"을 불렀다.
2009년에는 "You Raise Me Up"의 작사가 브렌던 그레이엄(Brendan Graham)이 참여한 신곡들을 투입한 "Isle Of Hope" 투어를 실시하였다.
2009년 7월 29일부터 이틀간 아일랜드의 에니스케리에 위치한 파워스코트 하우스 & 가든에서 "Songs From The Heart"란 제목의 DVD가 촬영되었다. 이는 2009년 11월 28일부터 미국 전역의 PBS 방송에서 여러차례 방영되었고, 2010년 1월 26일 다섯 번째 음반 Songs from the Heart와 동시에 발매되었다. DVD는 '빌보드 Top Music DVD 차트' 1위를 기록하였고 앨범은 발매 첫주에 '빌보드 200 차트' 9위의 성적을 기록하였다.
2009년 12월 3일에는 미국 워싱턴 D.C.의 백악관에서 오바마 대통령 내외가 참석한 크리스마스 트리 점등식에서 축하공연 무대를 가졌다.
2010년 7월 13일, 켈틱 우먼과 음악 감독 데이빗 다운스(David Downes)의 파워스코트 하우스 & 가든 공연실황 DVD가 62회 에미상(Emmy Awards) 'Outstanding Music Direction' 부문 후보에 올랐다.
2010년 12월 16일, 독일 라이프치히에서 열린 '호세 카레라스 갈라 2010' 공연에 초청가수로 참여하였다.
2011년 9월 6일부터 이틀간 미국 애틀랜타에 위치한 폭스 극장에서 PBS 스페셜 및 DVD "Believe"가 촬영되었다.
2013년 8월 7일 아일랜드 더블린의 힐릭스 극장에서 "Home For Christmas" DVD가 촬영되었는데, 원년 멤버 메이브가 보컬로 참여하였다.

## 구성원
2004년 켈틱 우먼은 음악 감독이자 작곡가인 데이빗 다운스에 의해 보컬리스트 클로이 에그뉴, 올라 팰런, 리사 켈리, 메이브 니 왈카하 그리고 피들러 머레이드 네스빗 등 총 5인으로 결성되었다.
2005년 메이브가 임신 중이었던 두 차례의 투어 기간 동안, 아일랜드 댄스 뮤지컬 "로드 오브 더 댄스" 보컬리스트 출신의 디어드라 섀넌이 그 공백을 메우게 되었다. 2006년 2월 메이브의 복귀 소식이 전해지자 2006년 2월 17일 아일랜드 공연을 마지막으로 디어드라 섀넌은 그룹을 떠났다.
2006년 8월 24일, 유럽, 오스트레일리아(호주) 시장을 겨냥해 뉴질랜드 출신의 헤일리 웨스튼라가 팀에 공식적으로 합류한다는 소식이 발표되었다. 헤일리 웨스튼라는 A New Journey 음반과 DVD 녹화에 참여하였고, 2007년에는 본인의 단독투어와 켈틱 우먼의 A New Journey 투어를 병행해가며 활동하였다. 켈틱 우먼은 A New Journey 투어기간 내내 헤일리 웨스튼라와 메이브를 번갈아 기용하며 항상 5인 체제 활동을 유지하였다.
2007년 5월 23일, 헤일리 웨스튼라는 A New Journey 투어가 끝난 직후 솔로 활동에 전념하겠다며 그룹을 탈퇴하였고, 2007년 8월 20일에는 메이브도 A Christmas Celebration의 DVD 촬영을 마지막으로 돌연 탈퇴를 선언했다. 이로 인해 애초에 계획되었던 켈틱 우먼의 2007년 하반기 유럽 투어 일정은 모두 취소되었다.
2007년 10월 10일, 미국 플로리다주의 에스테로에서 열린 공연에서 새로운 정식 멤버 린 힐러리가 처음으로 팬들 앞에 모습을 드러냈다.
2007년 12월, 리사 켈리가 2008년으로 예상되는 출산을 위해 휴가를 떠난 후, 전직 뮤지컬 배우 출신의 앨릭스 샤프가 리사 켈리의 공백 기간 동안 A New Journey 투어에 임시 멤버로 합류하였다.
2009년 올라 팰런은 솔로 활동에 전념하기 위해 그룹을 떠나기로 결정하였고, 앨릭스 샤프가 정식 멤버로 전향하였다.
2010년 5월 26일, Songs From The Heart 상반기 투어가 끝난 직후 켈틱 우먼은 공식 홈페이지를 통해 앨릭스 샤프의 영구 탈퇴 소식을 발표하였다. 알렉스는 바쁜 투어 활동으로 인해 그동안 제대로 돌보지 못한 어린 아들과 가족들을 위해 탈퇴 결정을 내렸다고 밝혔다. 이로 인해 2010년 Songs From The Heart 하반기 투어 구성원은 그룹 결성 이래 최저 인원인 클로이 애그뉴, 린 힐러리, 리사 켈리, 그리고 머레이드 네즈빗으로 구성된 4인 체제로 변경되었다.
2010년 11월 12일, 오스트레일리아(호주) 투어가 끝난 직후 린 힐러리가 긴 투어 생활로 인한 어려움과 고국에 대한 그리움을 이유로 돌연 그룹을 탈퇴하였다.
2010년 11월 29일, 사상 열번째 멤버 리사 램의 합류 소식이 발표되었다.
2011년 11월 10일, 리사 켈리가 넷째 아이의 임신으로 인해 2012년 "Believe" 투어에 불참한다는 소식이 발표되었다.
2012년 1월 5일, 리사 켈리를 대신해 임시 멤버로 활동하게 될 수전 맥패든의 영입 소식이 발표되었다. 그 후 리사 켈리가 많인 팬들의 기대와 달리 끝내 그룹에 복귀하지 않으면서 수전 맥패든은 고정 멤버로 남게 되었다.
2013년 8월 5일, 마지막 원년 보컬 멤버였던 클로이가 탈퇴를 선언하였다.
2013년 8월 23일, 새 보컬 멤버로 북아일랜드 출신의 머레이드 칼린이 발표되었다.

## 음반
| 제목                                  | 발매일           | 종류     |
| ------------------------------------- | ---------------- | -------- |
| Celtic Woman: Celtic Woman            | 2005년 3월 1일   | CD & DVD |
| Celtic Woman: A Christmas Celebration | 2006년 10월 3일  | CD & DVD |
| Celtic Woman: A New Journey           | 2007년 1월 30일  | CD & DVD |
| Celtic Woman: The Greatest Journey    | 2008년 10월 28일 | CD & DVD |
| Celtic Woman: Songs From The Heart    | 2010년 1월 26일  | CD & DVD |
| Celtic Woman: Lullaby                 | 2011년 2월 15일  | CD       |
| Celtic Woman: Believe                 | 2012년 1월 24일  | CD & DVD |
| Celtic Woman: Home for Christmas      | 2012년 10월 9일  | CD       |

## 대표곡
- "You Raise Me Up"
- "Amazing Grace"
- "Non C'è Più"
- "Danny Boy"
- "O America!"
- "Christmas Pipes"
- "Mo Ghile Mear"